# Senzala Futebol Clube
O Senzala Futebol Clube é um time de futebol da cidade de Camamu, no estado da Bahia.
É o clube com maior número de participações na Copa da Bahia.

## Títulos

### Estaduais
- Copa da Bahia: 2 vezes (1998 e 2005).